# داتتیوخ
الگو:Infobox Russian settlement
داتتیوخ (انگلیسی: Dattykh) یک شهرک در شهرستان سونژنسکی استان اینگوش کشور روسیه است.